# The Cartridge Family
The Cartridge Family, llamado La familia Cartridge en España y Familia peligrosa en Hispanoamérica, es el sexto episodio de la novena temporada de la serie animada Los Simpson. Se estrenó originalmente el 2 de noviembre de 1997. Fue escrito por John Swartzwelder y dirigido por Pete Michels. En este episodio, Homer compra una pistola para proteger a la familia, lo cual Marge desaprueba. El episodio pretendía mostrar a las armas en una forma normal, pero tuvo que enfrentar problemas con los censores por su temática. La reacción de los críticos fue desigual.

## Sinopsis
Todo comienza con un partido de fútbol entre México y Portugal. Todos los habitantes de Springfield asisten al partido, pero éste resulta ser muy aburrido. Entonces, los espectadores empiezan a ponerse violentos y a destruir todo.
Después del partido, en toda la ciudad se respira un aire de inseguridad y, como la policía no hace nada al respecto, cada familia debe cuidar de sí misma.
Homer, tratando de proteger a su familia, intenta contratar una empresa de seguridad para que instale un avanzado sistema de alarma incluyendo blindaje en las ventanas pero esto resulta muy costoso, así que finalmente se compra una pistola. Marge está claramente en contra de que Homer la tenga, así que lo presiona para que se deshaga de ella. Homer simula hacerlo, pero en realidad la esconde en el cajón de las verduras, creyendo que nadie se daría cuenta.
Pero un día, estando Bart y Milhouse jugando, encuentran el arma. Marge se enoja muchísimo con Homer por haberle mentido y abandona la casa junto con los niños. Se van a un motel barato llamado "Sleeping-Eazy".
A Homer al principio no le importa demasiado la partida de su familia, por lo que organiza una reunión de la Asociación de Armas. Cuando los demás miembros ven que Homer usa su arma para todo (desde para abrir una lata de cerveza hasta para cambiar la televisión), lo expulsan de la Asociación.
Homer, desesperado porque ya no tenía nada debido a la pistola, va al hotel en donde estaban Marge y los niños, y trata de convencerla para que vuelva al hogar. Marge le pide que tire el arma, y Homer le dice que ya lo ha hecho.
Sin embargo, cuando están en la administración del hotel para pagar la cuenta, repentinamente entra Snake a la habitación apuntándoles con un cuchillo, con el objetivo de asaltar el hotel. Homer, al verse en peligro, saca el arma y le apunta a Snake con ella. Marge se da cuenta de que Homer había vuelto a mentir y se enoja con él, lo que lo hace distraerse. Snake le arrebata el arma y les apunta a todos, pero en ese momento llegan los miembros de la Asociación de Armas apuntándole a Snake, quien escapa con el dinero.
Finalmente, Homer le da el arma a Marge, diciendo que no iba a ser capaz de tirarla ya que cada vez que la tiene en sus manos siente un gran poder. Ella lo comprende muy bien, pero cuando Homer y los niños salen hacia el auto, cuando va a echarla a la basura, cambia de opinión, al verse poderosa con la pistola en su poder, y en secreto decide guardarla en su cartera.

## Producción
Este fue el primer episodio en el cual Mike Scully fue el productor ejecutivo. Sam Simon planeó un episodio para una de las primeras temporadas, en el cual Homer tuviera una pistola contra la voluntad de su familia. El episodio, según esta idea, finalizaba cuando Homer evitaba un asalto, y dejaba como moraleja que, a pesar de que las armas traen destrucción, a veces sirven para evitar problemas. Sin embargo, Scully decidió que el episodio sea emitido en la séptima u octava temporada, aunque terminó siendo emitida en la novena. Simon tuvo la idea inicial, y John Swartzwelder escribió el guion. Muchas partes de este episodio muestran a las armas como un instrumento útil, ya que los creadores opinaron que no podían hacer un episodio en el cual sólo se demostrase lo malas que pueden ser las armas. Muchas personas que se encargan de llevar a cabo la serie son "pro armas" mientras otros, como Matt Groening, son más pacifistas y están completamente en contra de las mismas. Esto deja en claro por qué en algunas partes del episodio se da una buena vista de las armas y, en otras partes, se las muestra como destructoras de hogares. Scully notó que si hay un mensaje en el episodio es que un hombre como Homer jamás debería poseer un arma. Los censores no vieron con buenos ojos algunas partes del episodio, como cuando Homer apunta a Marge en la cara, o Bart a Milhouse, pero finalmente permitieron que permanezcan en el capítulo.
La primera parte del episodio, en donde se muestra que el fútbol es el deporte más aburrido que puede haber, trataba de demostrar en realidad que este deporte es más aburrido cuando se lo ve en televisión que cuando se lo ve en vivo, pero es importante aclarar que tanto Scully como Groening disfrutan del fútbol. El árbitro del partido es una caricatura del conserje de Film Roman, y fue dibujado tras una idea de Pete Michels, quien se encargó de buscar toda la información sobre fútbol que fuera necesaria para crear el episodio. Pelé también aparece en el episodio, a pesar de que su voz la hace Hank Azaria.
El episodio termina con la música de Los vengadores. Después de que la música fue grabada, Scully pensó que la letra no representaba al episodio, por lo que era necesario cambiarla. Sin embargo, ya era demasiado tarde para hacer que toda la orquesta cambie la melodía, y las reglas de los programas en Estados Unidos establece que las canciones utilizadas en episodios anteriores no pueden volver a ser usadas.